# Хинкель, Андреас
А́ндреас Бенджами́н Хи́нкель (нем. Andreas Benjamin Hinkel; род. 26 марта 1982, Бакнанг, Баден-Вюртемберг) — немецкий футболист, защитник, после завершения карьеры — тренер. Провёл 21 матч за национальную сборную Германии, был участником чемпионата Европы 2004 года.

## Клубная карьера

### «Штутгарт»
Андреас был игроком основной обоймы в сезоне 2002/03, когда «Штутгарт» финишировал вторым и заслужил путёвку в Лигу чемпионов. Для Хинкеля это был первый опыт участия в данном турнире. В марте 2004 года он получил травму связок коленного сустава.

### «Севилья»
23 июня 2006 года Хинкель подписал четырёхлетний контракт с испанской «Севильей», где выиграл Кубок УЕФА и Суперкубок УЕФА. Сумма трансфера оценивалась примерно в 4 миллиона евро. Тем не менее он оказался не в состоянии выиграть место в стартовом составе у основного правого защитника Дани Алвеса.

### «Селтик»
4 января 2008 года Хинкель перешёл в шотландский «Селтик», сумма трансфера составила 2,6 миллиона евро. Хинкель сыграл свой первый матч за «Селтик» в победе Кубка Шотландии со счётом 3:0 над «Стерлинг Альбионом». Первый мяч за «Селтик» забил месяцем позже, в победе над «Харт оф Мидлотиан» на «Селтик Парк» со счётом 3:0. В этом сезоне «Селтик» с Хинкелем стал чемпионом Шотландии в последнем матче сезона.
В следующем сезоне Хинкель стал обладателем Кубка шотландской лиги после победы 2:0 над «Рейнджерс» в финале.
В первом матче сезона 2010/11 14 августа 2010 года Хинкель проиграл конкуренцию новому подписанию «Селтика» Чха Ду Ри. На следующей неделе он получил травму передней крестообразной связки и восстанавливался в течение девяти месяцев. 1 июля 2011 года Хинкель покинул «Селтик» после истечения срока его контракта.

### «Фрайбург»
6 октября 2011 года стал игроком немецкого «Фрайбурга», перейдя в статусе свободного агента. Контракт был подписан до 30 июня 2012 года. В новом клубе Андрес не смог закрепиться в составе и 30 июня 2012 года покинул клуб.
10 сентября 2012 года Хинкель объявил о завершении игровой карьеры.

## Карьера в сборной
Хинкель сыграл за сборную Германию 21 матч на высшем уровне, дебютировав в 2003 году в матче против сборной Сербии и Черногории. Попал в заявку немецкой команды на Евро-2004, после того как оправился от травмы колена. Хинкель пропустил чемпионат мира 2006 года. Международное участие Андреса было сведено к минимуму из-за отсутствия игровой практики в «Севилье» и появления более перспективного Филиппа Лама.

## Тренерская карьера
С 2014 по 2016 год Хинкель был помощником тренера в молодёжной системе Штутгарта, первой команде и резервной команде. С сезона 2013/14 работал в академии «Штутгарта» в качестве главного тренера команды до 12 лет, а также в качестве помощника тренера команды до 16 лет. В сезоне 2014/15 он был помощником тренера команды до 17 лет под руководством Доменико Тедеско. В конце сезона Хинкель и Тедеско неожиданно покинули клуб, не получив новых контрактов.
26 января 2016 года он вернулся в Штутгарт в качестве помощника тренера «Штутгарта II». В сентябре 2016 года он стал помощником тренера первой команды на короткий срок, после того как первый менеджер команды Йос Лухукай покинул клуб. 19 декабря 2016 года Хинкель стал главным тренером «Штутгарта II», «Штутгарт» реорганизовал резервную команду и назначил Хинкеля на новую роль.
7 октября 2018 года он был назначен исполняющим обязанности главного тренера «Штутгарта», через два дня Маркус Вайнцерль был назначен главным тренером.
В январе 2019 года Хинкель снова вернулся в клуб, на этот раз в качестве помощника тренера первой команды. 1 апреля 2019 года Хинкель был назначен менеджером резервной команды после увольнения Марка Кинле.
14 октября 2019 года вошёл в тренерский штаб Доменико Тедеско в московском «Спартаке». В мае 2021 года покинул «Спартак» вместе с Тедеско.
9 декабря 2021 года вошёл в штаб Тедеско в «РБ Лейпциге». 7 сентября 2022 года «Лейпциг» в матче группового этапа Лиги чемпионов со счётом 1:4 уступил украинскому «Шахтёру». После этого матча Тедеско и его тренерский штаб были уволены.
9 марта 2023 года стал ассистентом Тедеско в сборной Бельгии.